# Biserica de lemn din Negreni

Harta localității Negreni. Amplasarea bisericii în cadrul satului la sfârșitul sec. al XVIII-lea

Biserica de lemn din Negreni se află în localitatea omonimă din județul Sălaj și este una dintre bisericile vechi ale Sălajului, fiind ridicată cel mai târziu în veacul al 17-lea. Biserica se află pe noua listă a monumentelor istorice sub codul LMI:  SJ-II-m-B-05086.

## Imagini de arhivă

Sfântul Evanghelist Ioan
Sfântul Evanghelist Matei
Sfânții Mucenici Ananie și Teodot
Melchisedec
Sfântul Arhanghel Mihail

## Imagini

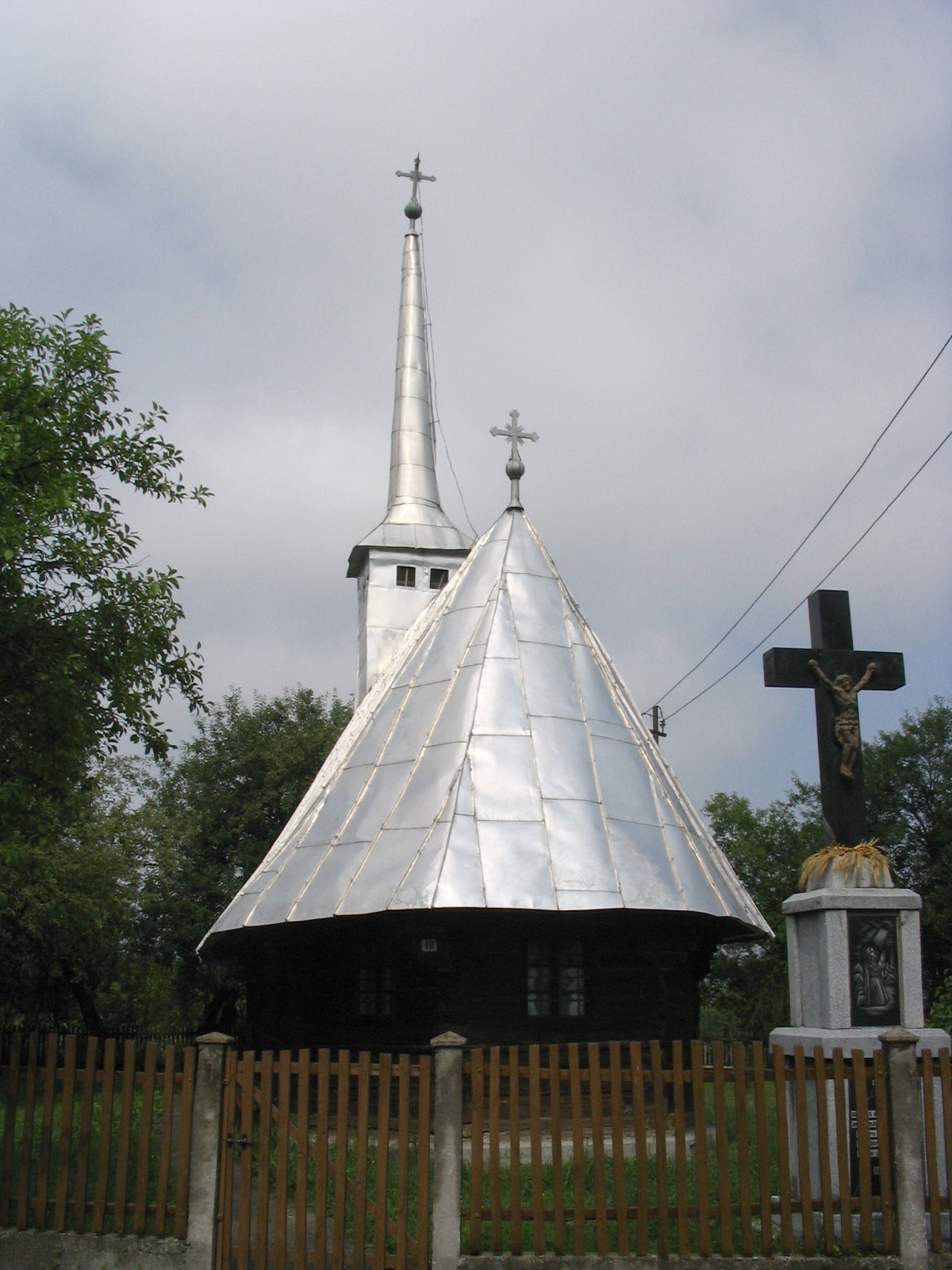
Biserica în anul 2005
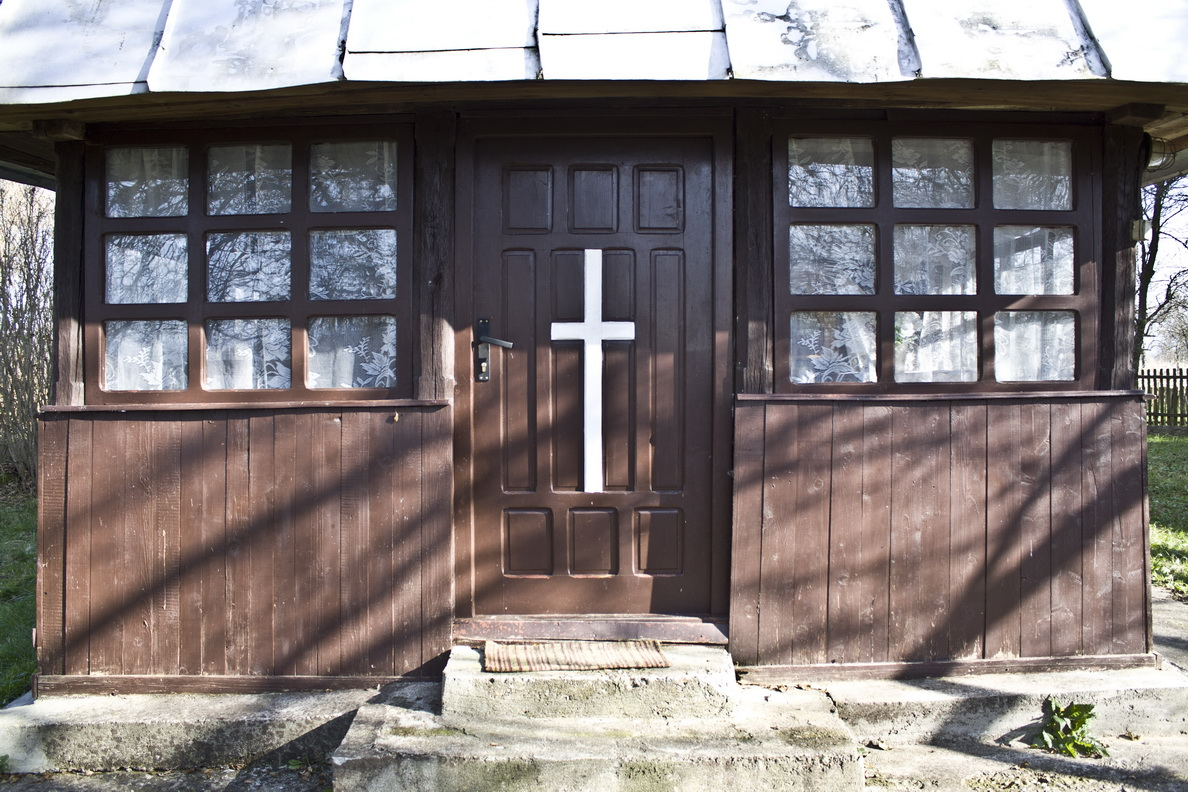
Pridvorul acoperit
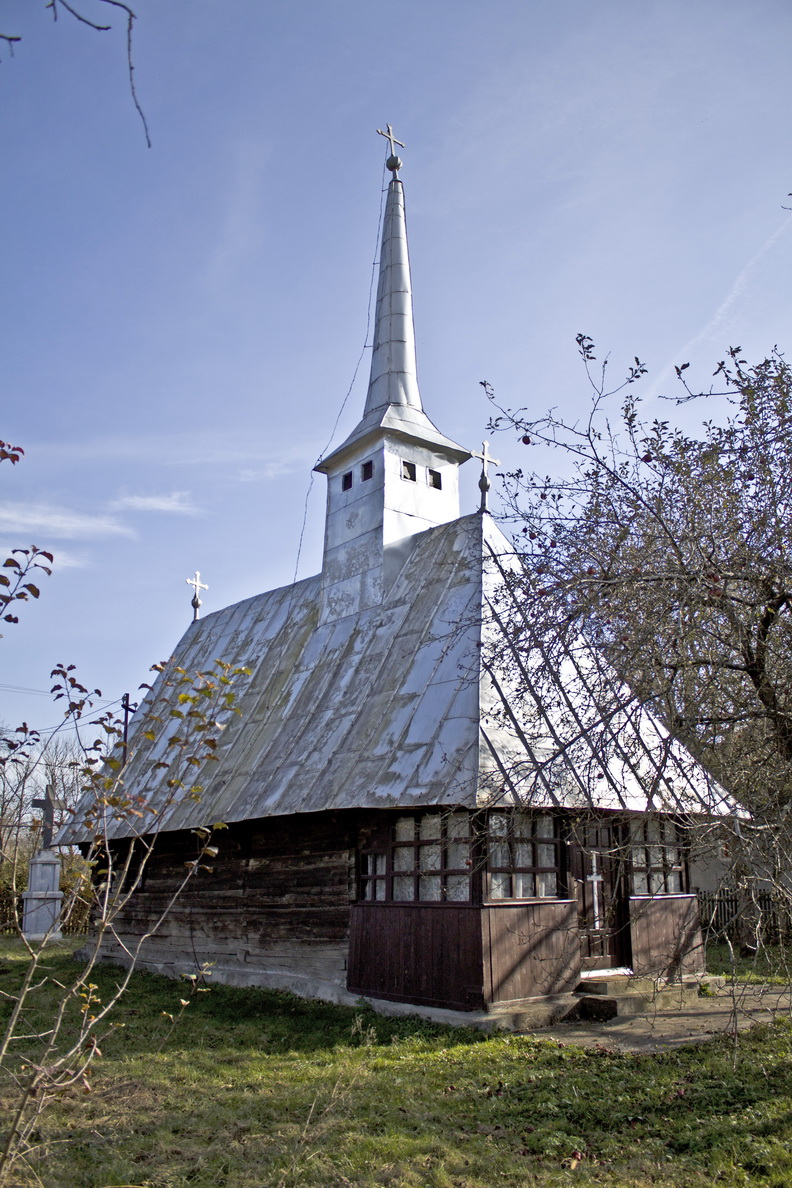
Vedere din nord-vest
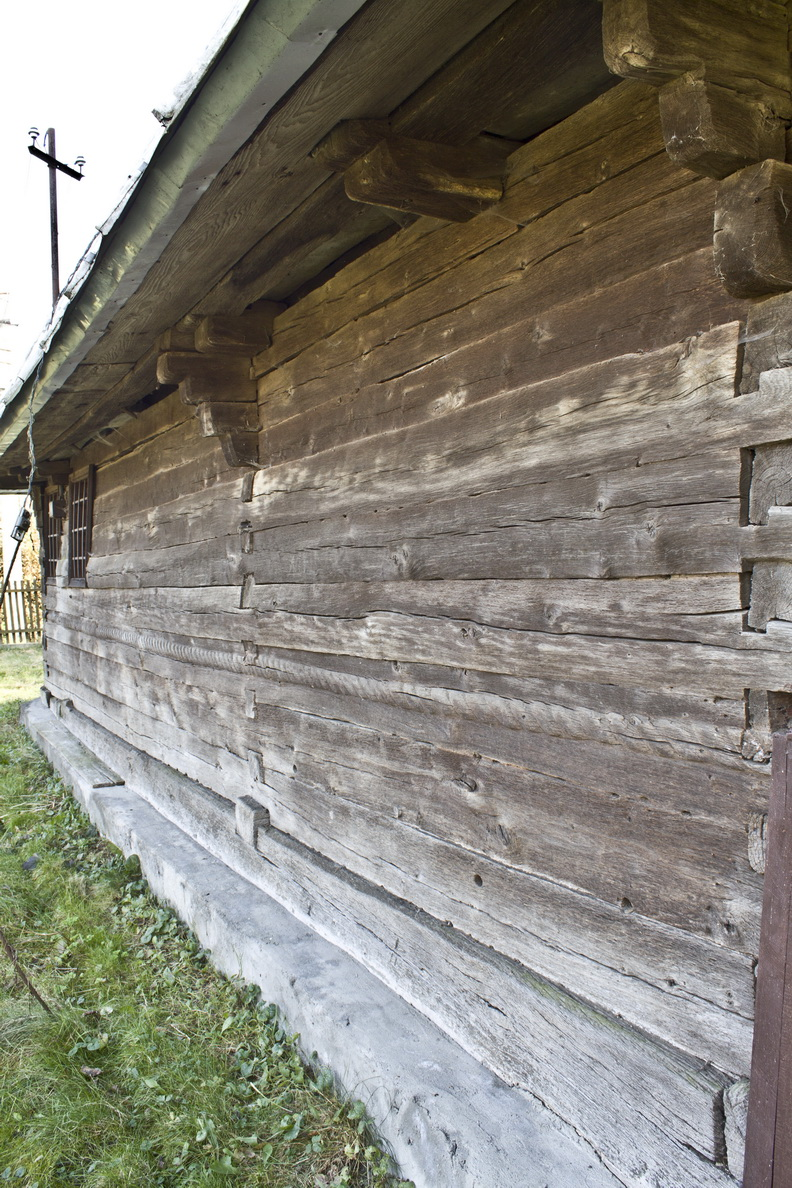
Latura de nord
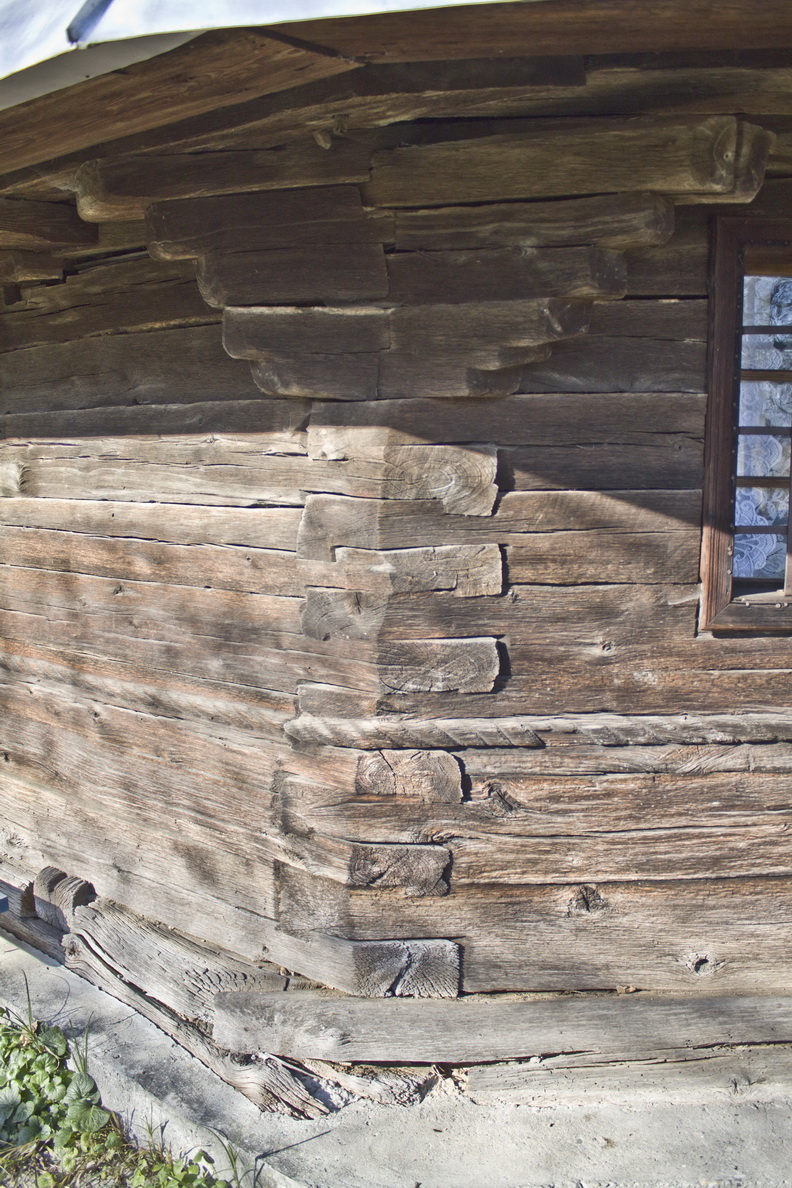
Îmbinare
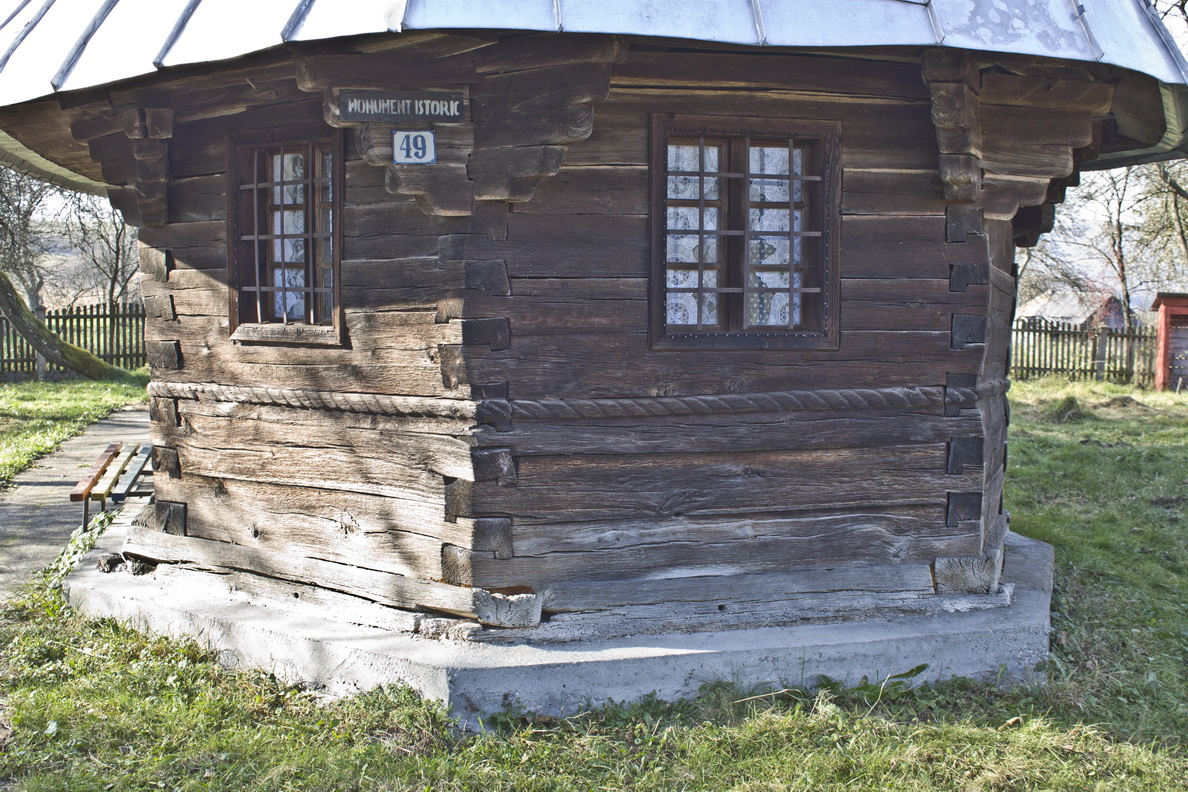
Absida altarului
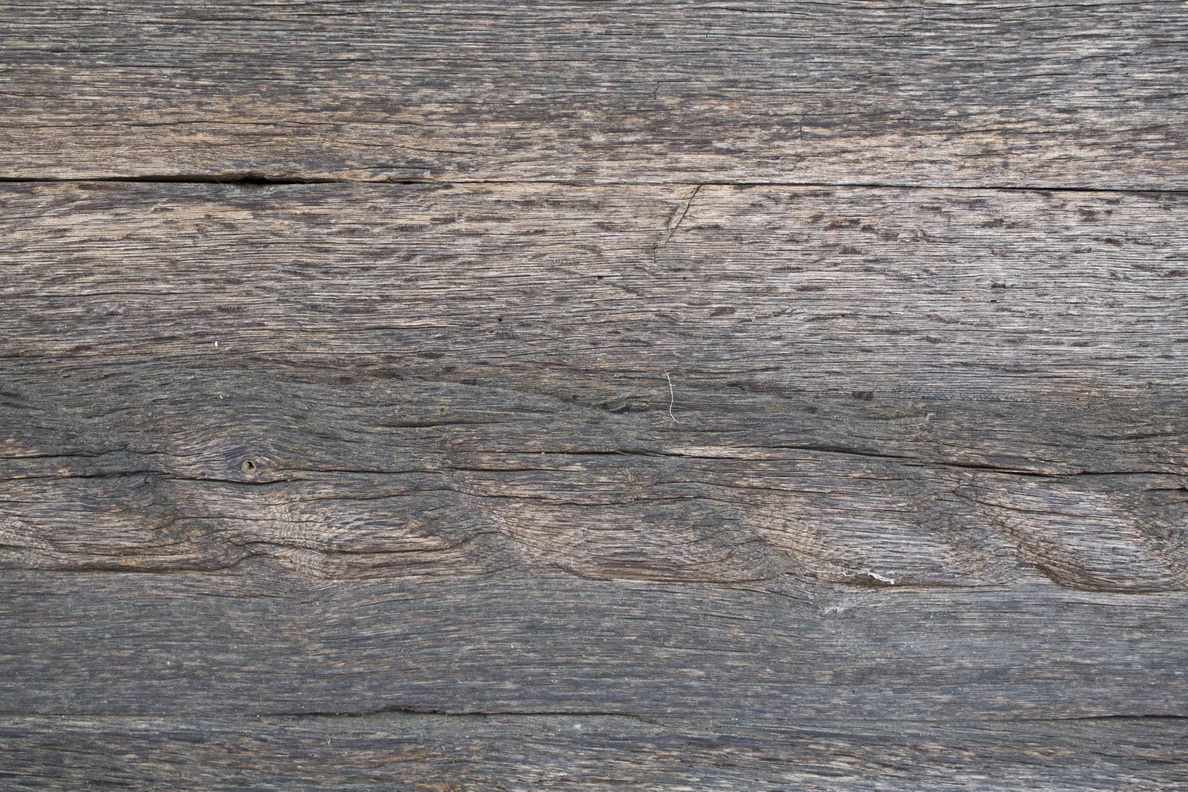
Brâul ce înconjoară biserica
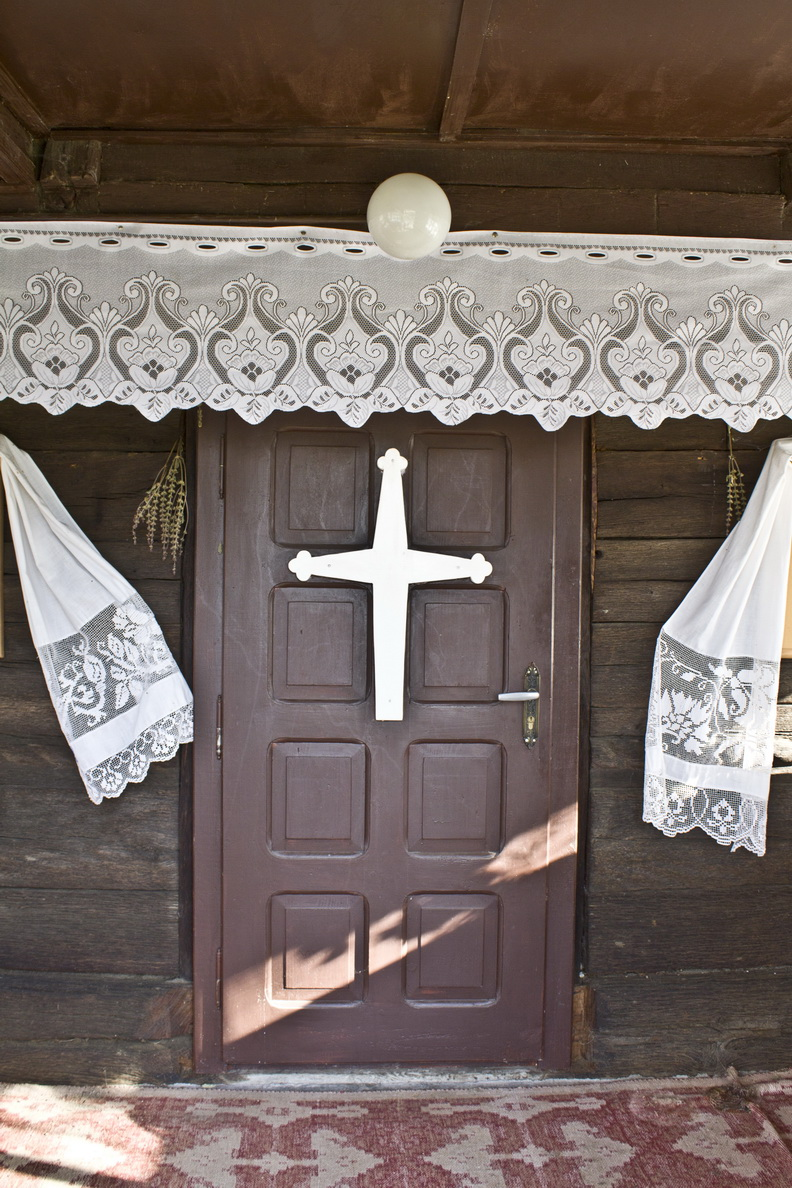
Intrarea în biserică
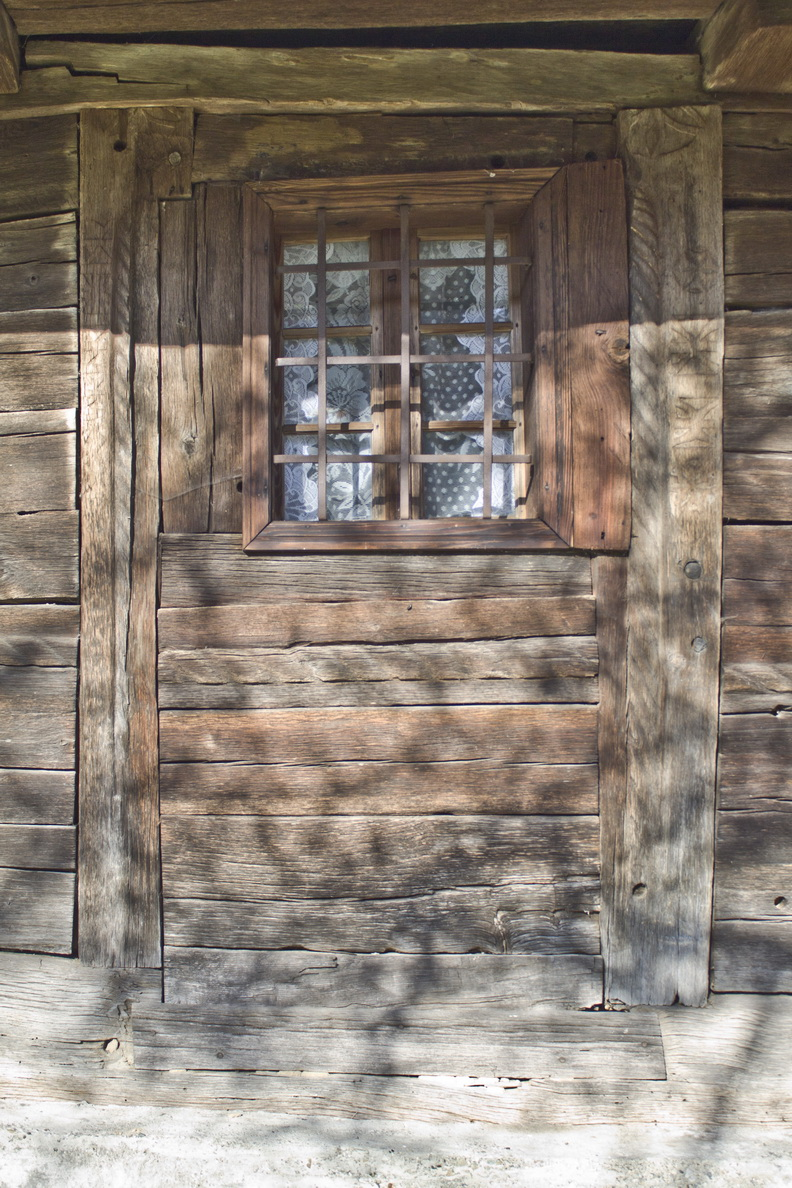
Vechea intrare a bisericii
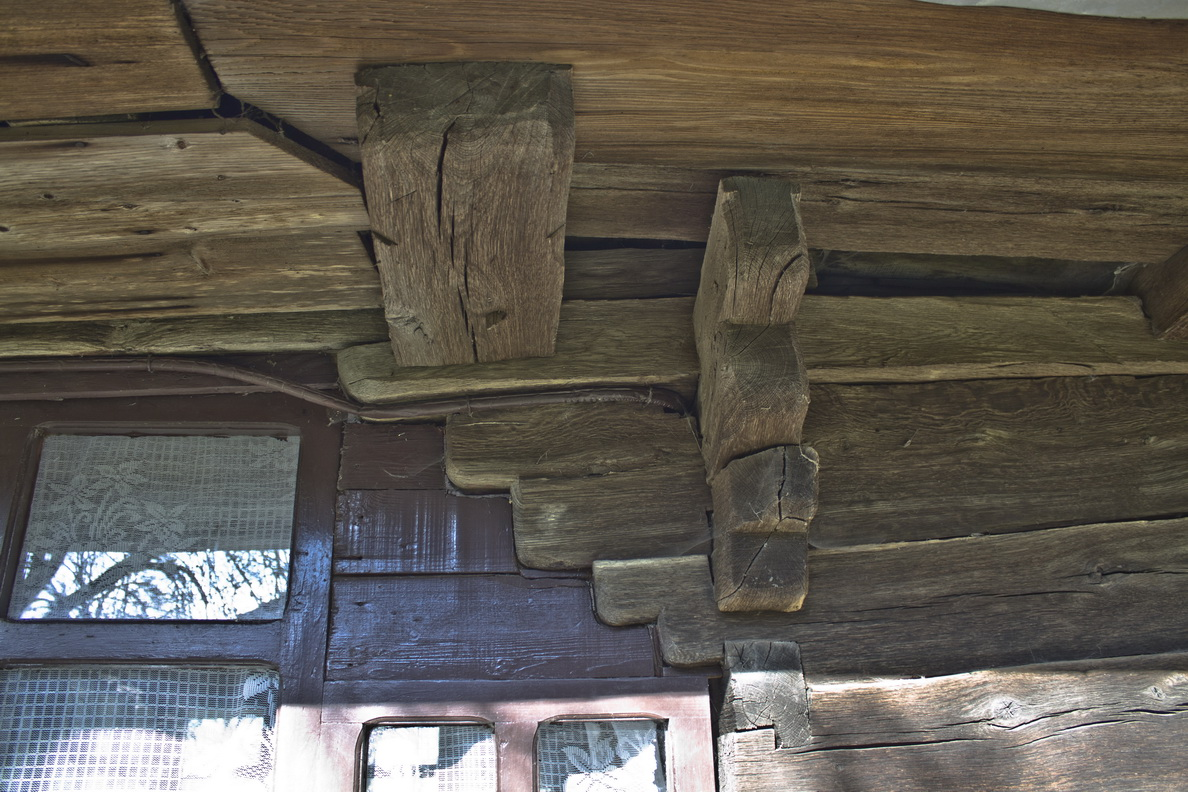
Console
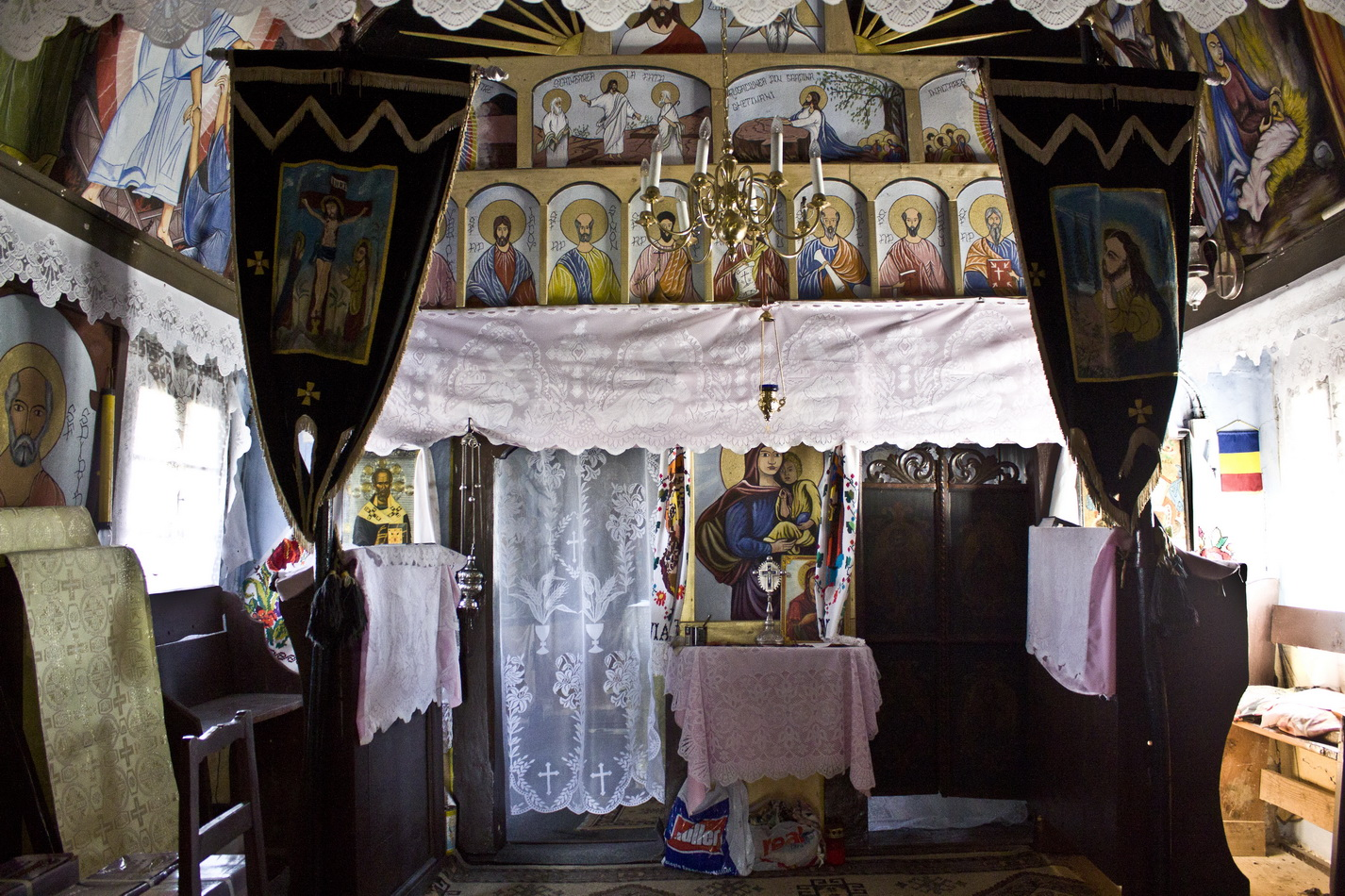
Naosul bisericii
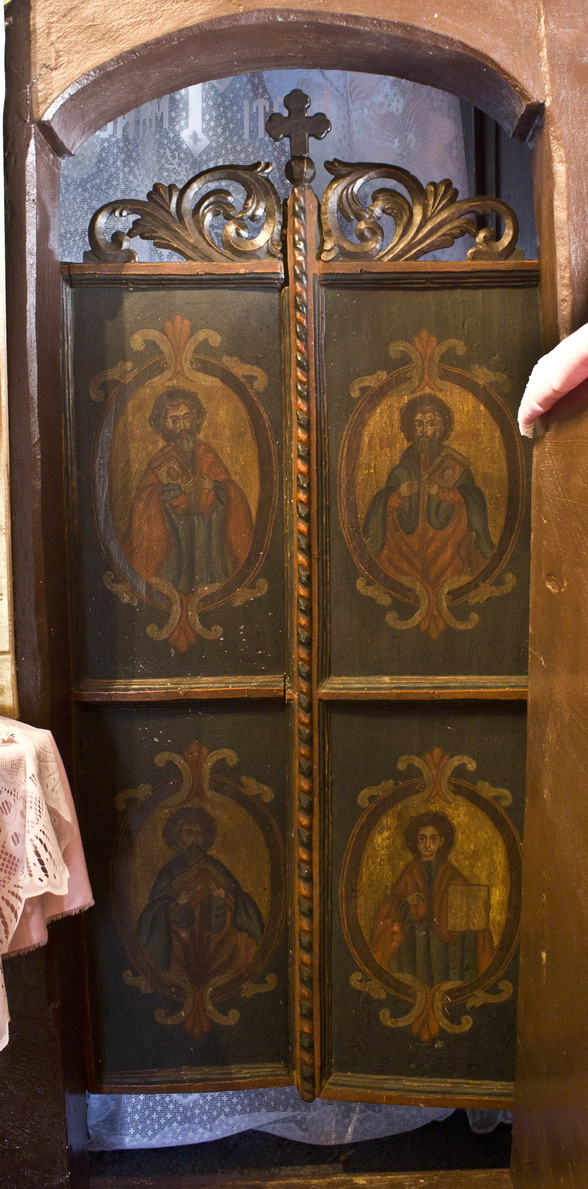
Ușile împărătești
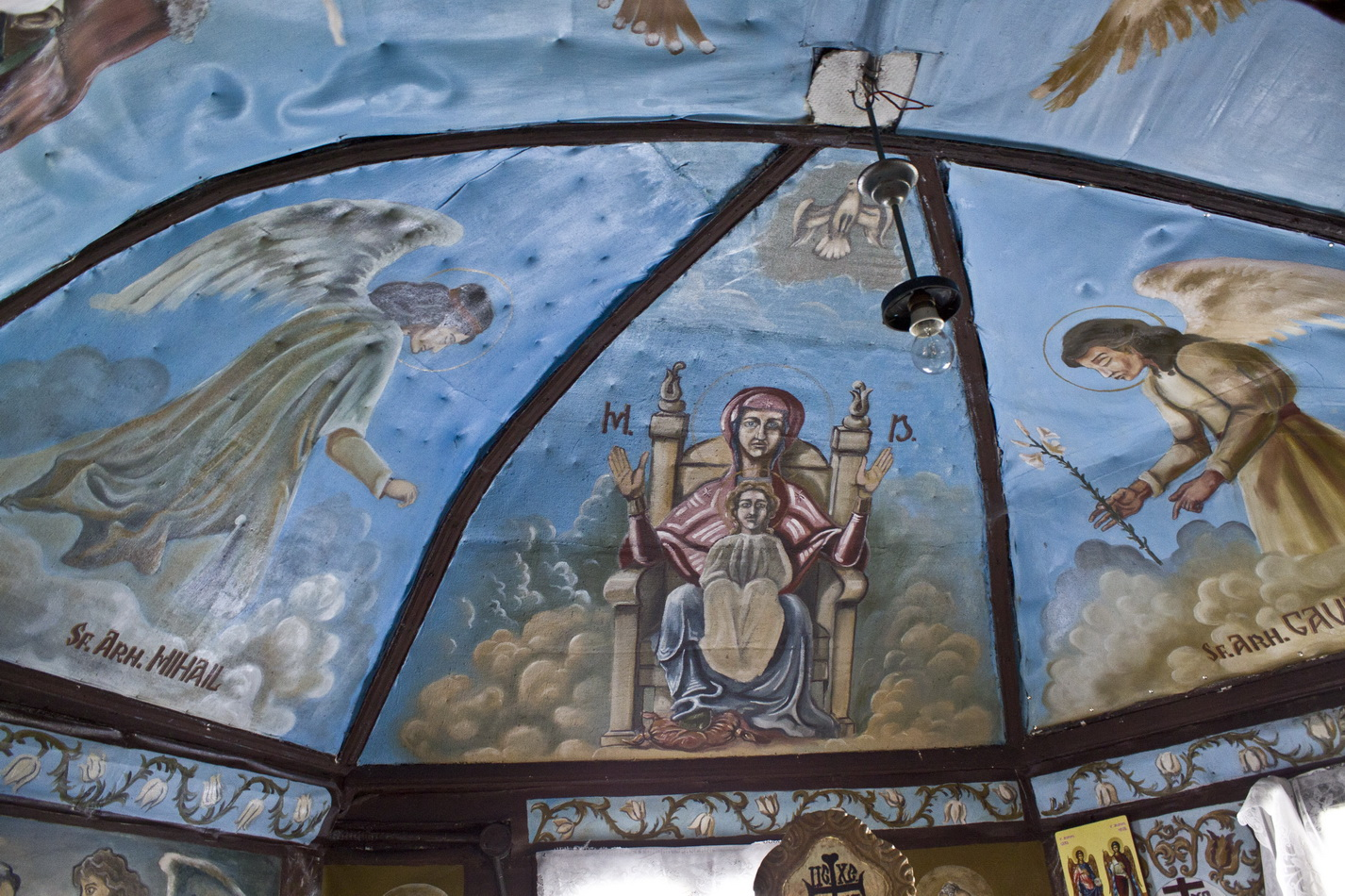
Bolta absidei altarului
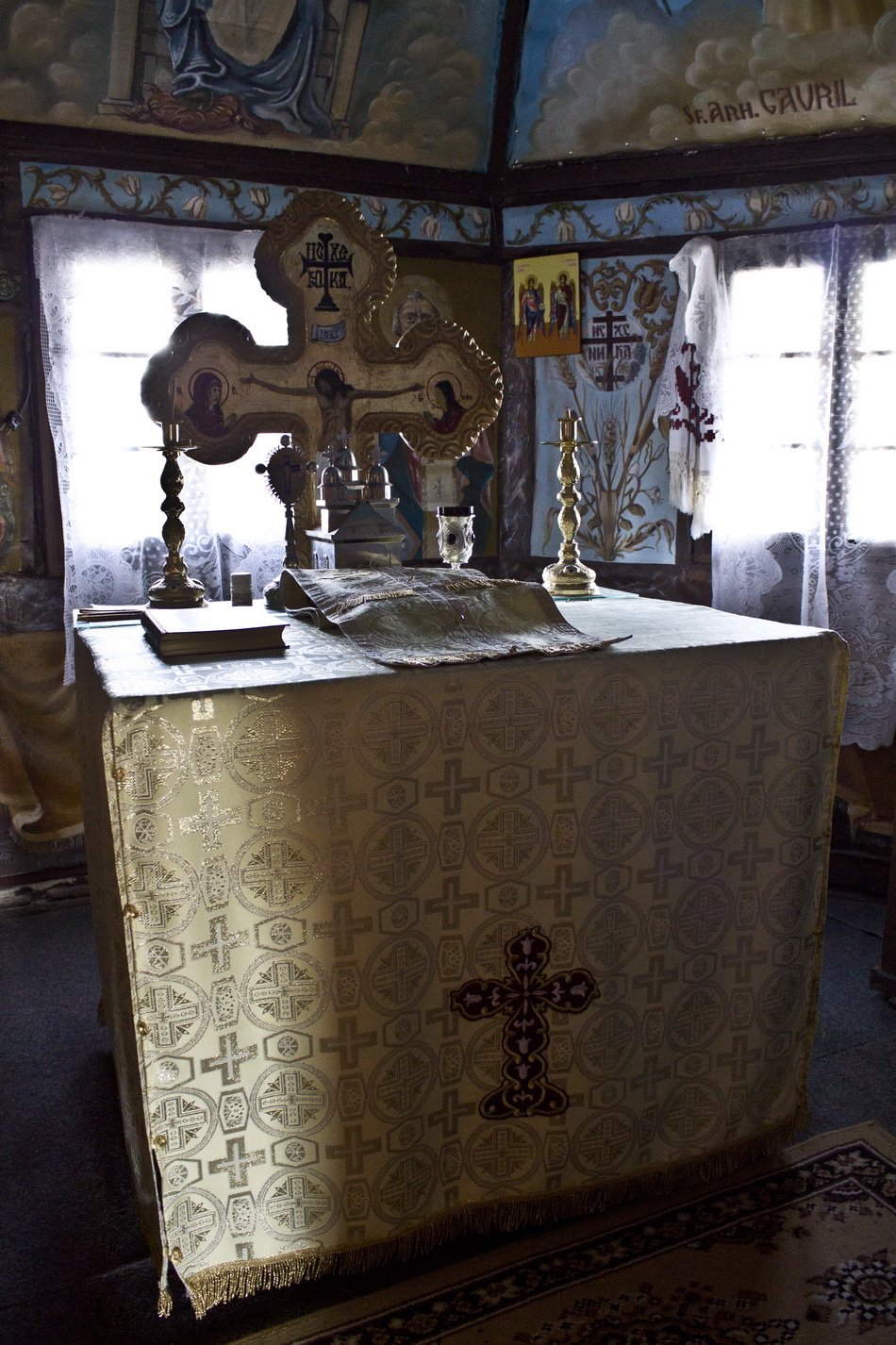
Masa altarului
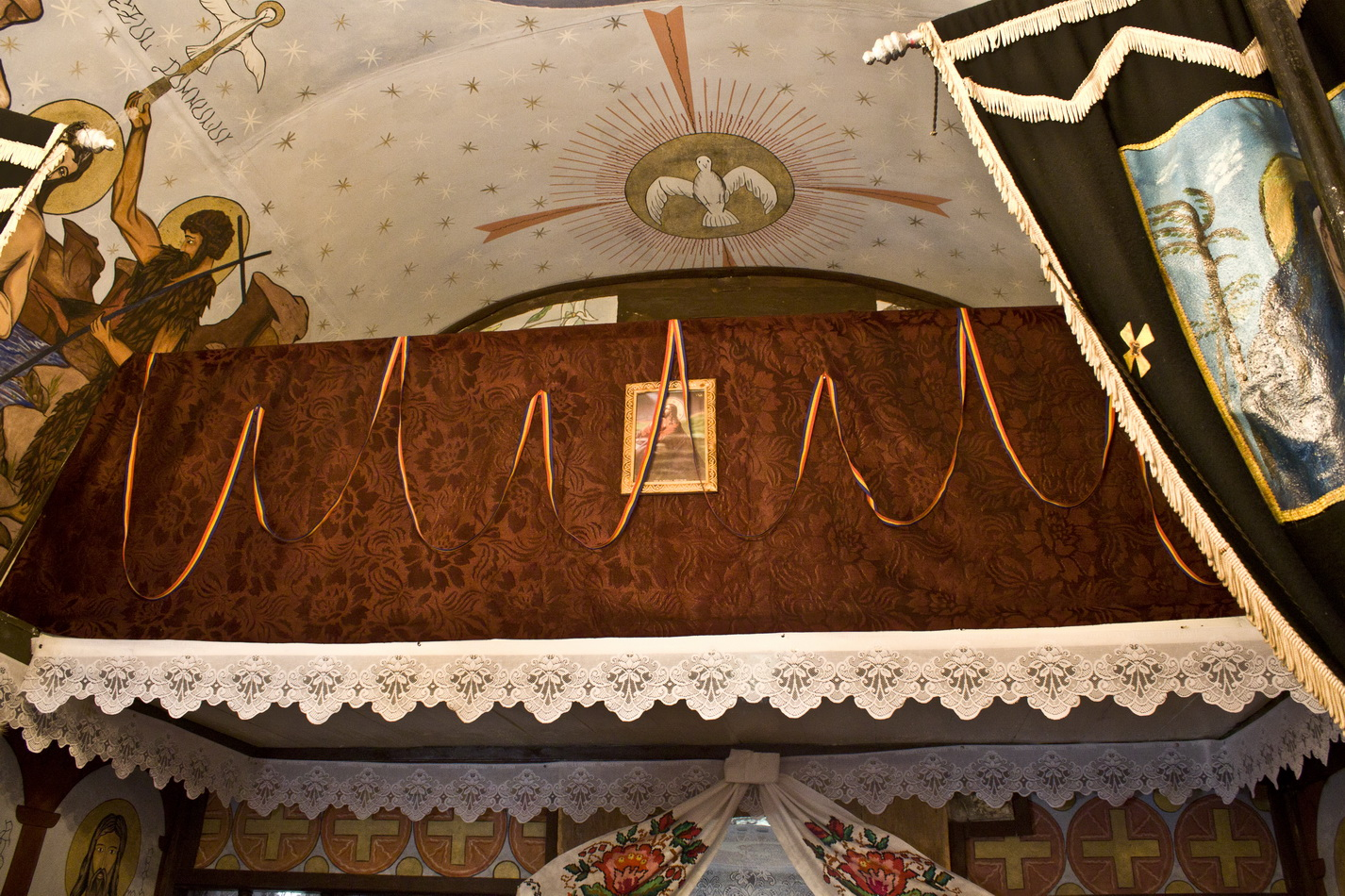
Corul bisericii
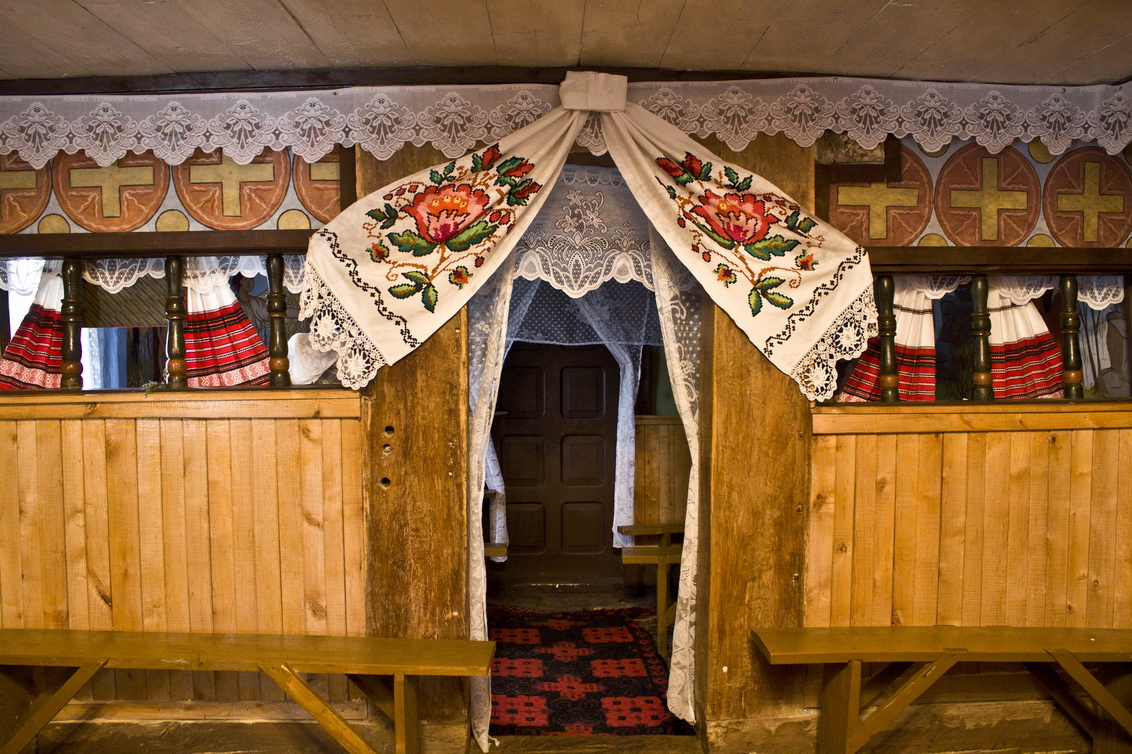
Perete ce desparte naosul de pronaos
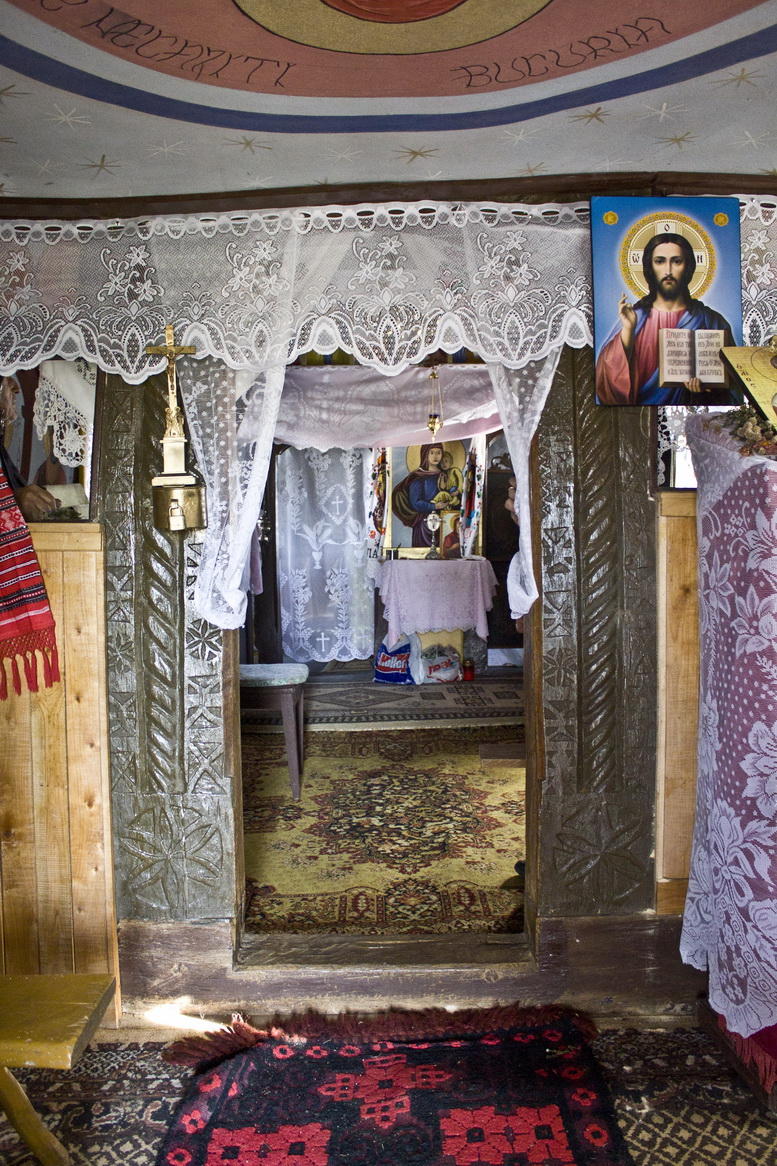
Trecerea din pronaos în naos. Portalul interior
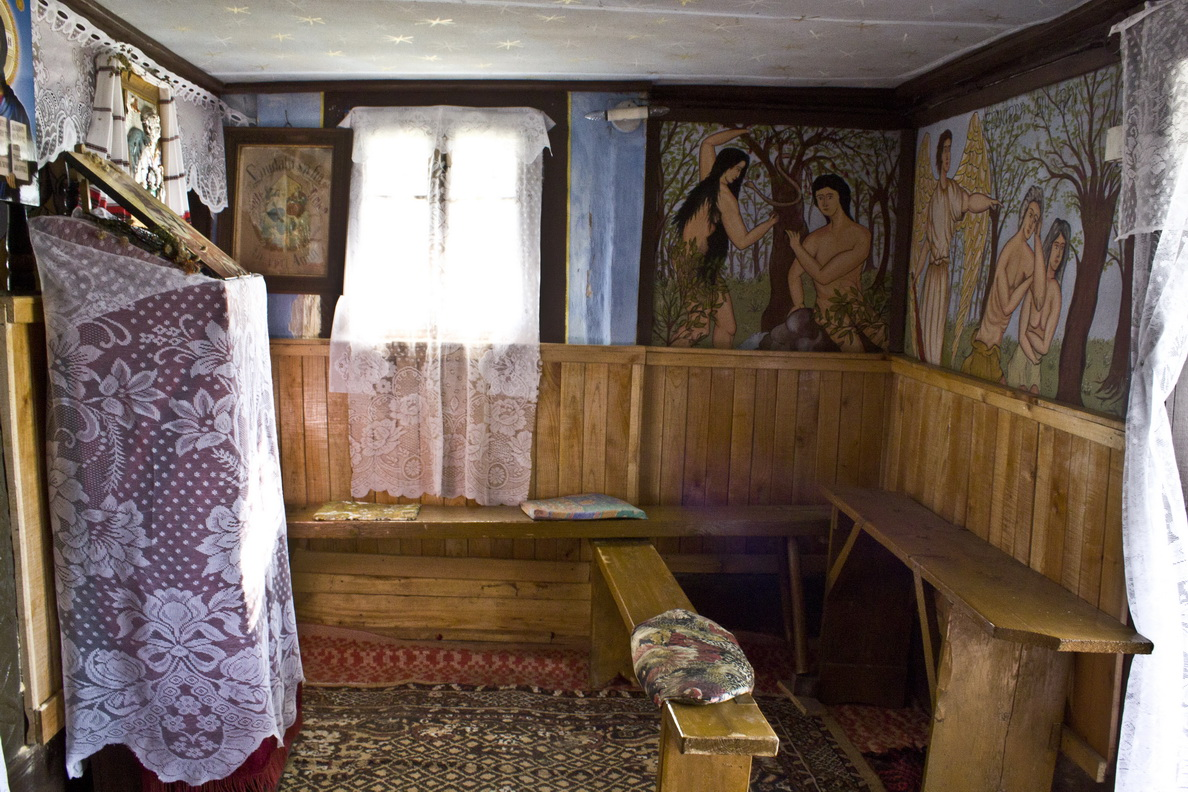
În pronaos